# 克洛斯特 (新澤西州)
克洛斯特（英語：Closter）是位於美國新澤西州伯根縣的自治市鎮。

## 人口
根據2020年美國人口普查的數據，克洛斯特的面積為8.55平方千米，當中陸地面積為8.18平方千米，而水域面積為0.37平方千米。當地共有人口8594人，而人口密度為每平方千米1,005人。